# چوات یرلی
چوات یرلی (به انگلیسی: Cevat Yerli) (زادهٔ ۱۹۷۸ در کوبوگ، آلمان) توسعه‌دهنده بازی‌های ویدئویی ترک تبار است. او مؤسس و مدیر عامل اجرایی شرکت  کرای‌تک، یکی از بزرگترین شرکت‌های توسعه‌دهنده بازی‌های ویدئویی در آلمان است. او در سال ۱۹۹۷ کرای‌تک را تأسیس کرد و در سال ۱۹۹۹ آن را به‌طور رسمی تبدیل به شرکت نمود. برادران او Faruk و Avni در سال ۲۰۰۱ و ۲۰۰۲ به شرکت کرای‌تک پیوستند.  این شرکت مسئول ساخت مجموعه بازی‌های از قبیل فار کرای و کرایسیس است.او هم‌اکنون مدیر عامل اجرایی و طراح شرکت بازی سازی کرای‌تک است.

## بازی‌های ویدئویی
| سال  | بازی          |
| ---- | ------------- |
| ۲۰۰۴ | فار کرای      |
| ۲۰۰۷ | کرایسیس       |
| ۲۰۰۸ | کرایسیس وارهد |
| ۲۰۱۱ | کرایسیس ۲     |
| ۲۰۱۳ | کرایسیس ۳     |
| ۲۰۱۳ | رایز: پسر روم |